# Sergio Pizarro Mackay
Sergio Pizarro Mackay (Copiapó, 19 de marzo de 1939 - 20 de febrero de 2001, Bruselas) fue un abogado, diplomático y político chileno, miembro del Partido Demócrata Cristiano (PDC). Fue embajador de su país en España y Bélgica durante el gobierno de Eduardo Frei Ruiz-Tagle.
Fue diputado por la Región de Atacama entre 1990 y 1994.

## Biografía
Nació el 19 de marzo de 1939, en Copiapó. Estuvo casado y fue padre de dos hijos.
Los estudios primarios y secundarios los realizó en el Liceo de Hombres de su ciudad natal. Posteriormente, los superiores los efectúa en la Facultad de Derecho de la Pontificia Universidad Católica (PUC), donde se titula de abogado.

## Trayectoria
En 1957 ingresó a la Democracia Cristiana (DC). Al año siguiente de su incorporación es elegido presidente de la Juventud del partido en Atacama, llegando a ser presidente de este partido en su universidad. Más adelante, asumió la presidencia de la Secretaría general adjunta de la Organización Demócrata Cristiana de América (ODCA).
También desempeñó otras funciones, tales como la de Director general del Ministerio de Relaciones Exteriores de Chile (Minrel). Luego, entre 1970 y 1971, fue nombrado jefe de la Misión diplomática de Chile en Italia.
En diciembre de 1973 fue exonerado del Ministerio de Relaciones Exteriores. De este modo, desde 1974 se dedicó a ejercer como abogado consultor de empresas de ingeniería y construcción, ocupando cargos directivos en diversas sociedades mineras e industriales. Asimismo, participó como miembro activo de la Comisión de Minería y del Departamento Internacional del Partido Demócrata Cristiano.
En diciembre de 1989 es electo diputado por la Tercera región, distrito N.° 5, correspondiente a las comunas de Chañaral, Diego de Almagro y Copiapó, para el período 1990-1994. Pasó a integrar la Comisión de Relaciones Exteriores, Integración Latinoamericana y Asuntos Interparlamentarios y la de Minería y Energía.
Luego de dejar la Cámara de Diputados, en 1995 es nombrado por el presidente Eduardo Frei Ruiz-Tagle como embajador de su país en el Reino de Bélgica, desempeñando esa función hasta julio de 1997. Al año siguiente es designado como embajador en el Reino de España.
Falleció el 20 de febrero de 2001 a causa de un cáncer, en Bruselas.